# Agremiação Desportiva Stad’Uíge
Agremiação Desportiva Stad'Uíge (port. für „Sportvereinigung Stadion Uíge“), meist nur Stad'Uíge genannt, ist ein angolanischer Fußballverein aus Uíge.
Der Klub empfängt seine Gäste im städtischen Stadion Estádio 4 de Janeiro. 1.500 Zuschauer haben dort Platz.
Stad'Uíge wurde 2010 gegründet. Nachdem der Klub im Gründungsjahr die Meisterschaft der Provinz Uíge gewinnen konnte, stieg er 2011 in die zweite  Liga auf, den Gira Angola. In der Série A der zweigleisigen Liga wurde er auf Anhieb Zweiter. 2012 spielte er daher in der Aufstiegsrunde zur ersten angolanischen Liga, dem Girabola. Der Aufstieg gelang dem Klub jedoch nicht. Nach der zwischenzeitlichen Erweiterung des zuvor zweigleisigen Gira Angola auf drei Gruppen spielt Stad'Uíge dort in der Série C (Stand Januar 2015). 